# Кудрявцево (Селижаровский район)
Кудрявцево — деревня в Селижаровском муниципальном округе Тверской области России.

## География
Расположена в центральной части Валдайской возвышенности, в лесной местности, вблизи река Палиховец. Находится в 13,5 километрах к юго-востоку от районного центра Селижарово, в 9 километрах от деревни Большая Коша.

## История
До мая 2020 года входила в состав Большекошинского сельского поселения Селижаровского района.
В мае 2020 года Законом Тверской области от 23.04.2020 № 23-ЗО Селижаровский муниципальный район и входившие в его состав поселения были преобразованы в Селижаровский муниципальный округ, Селижаровский административный район преобразуется в округ Селижарово, административная единица преобразована в округ.

## Население
Согласно переписи населения 2002 года, постоянное население деревни 3 человека (100 % русские). Перепись 2008 года — 1 человек.

## Инфраструктура
Лесное хозяйство.